# マウロ・ジュリアーニ

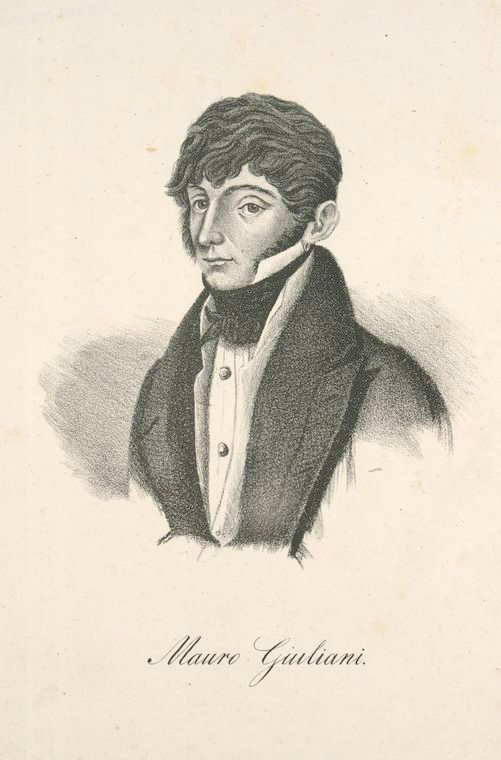
マウロ・ジュリアーニ

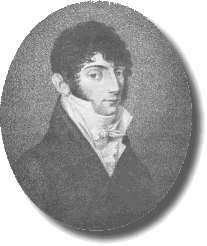
マウロ・ジュリアーニ

マウロ・ジュゼッペ・セルジョ・パンタレーオ・ジュリアーニ（Mauro Giuseppe Sergio Pantaleo Giuliani, 1781年7月27日 - 1829年5月8日）は、ウィーンで活躍したナポリ王国のギタリスト・作曲家。19世紀初頭におけるクラシック・ギターのヴィルトゥオーゾの一人と看做されている。

## 生涯
ビシェーリエに生まれるが、早くから兄ニコラとともにバルレッタに移り、その地を学習の拠点とした。初めはチェロの指導を受け、生涯にわたってこの楽器を完全に諦めたわけではなく、またおそらくヴァイオリンも学んでいたらしい。その後ギターに没頭するようになり、わずかな期間で非常に熟練したギター奏者に成長した。ジュリアーニがついた教師については不明であり、ジュリアーニのイタリア時代の活動についても厳密に分かっているわけではない。
マリア・ジュゼッペ・デル・モナコと結婚し、息子ミケーレ（1801年 バルレッタ - ?）を授かる。その後は一時期ボローニャやトリエステに滞在していたらしい。1806年の夏、チェロやギター、対位法の学習を済ませると、家族を残したままウィーンに出向く。この地でヴィルムート嬢（Fräulein Willmuth）という女性と関係を結び、1807年には1女マリアを儲けた。
ウィーンでは、古典派の器楽曲の様式に通じるようになり、1807年には古典派様式による自作の出版に取り掛かる。ヨーロッパ全土に演奏旅行に乗り出し、行く先々で、その超絶技巧や音楽的な趣味が称賛された。大成功をおさめて音楽界の名士となり、19世紀初頭のウィーンで活躍した演奏家や作曲家のなかでも、最高の一人に数えられた。
ジュリアーニは、西洋音楽の状況において、ギターの新たな役割を洗練させた音楽家である。オーストリア帝国の上流社会や、ベートーヴェンやロッシーニのような著名な作曲家にも知られるようになり、ウィーンで最も活動的な演奏家と共演した。1815年にピアニストのヨハン・ネポムク・フンメル（その後はイグナツ・モシェレス）、ヴァイオリニストのヨーゼフ・マイゼーダー、チェリストのメルクとともに、シェーンブルン宮殿の植物園で（入場料が1ドゥカートだったことにちなんで「ドゥカーテン・コンツェルト」と呼ばれた）一連の室内楽の演奏会を行なった。ジュリアーニはこれに出演したことで、ウィーンの音楽環境の中で名声を馳せた。同じく1815年には、ウィーンの帝国議会の名士たちのための公式の演奏家となった。それ以前の1813年12月8日には、ベートーヴェンの《交響曲 第7番》の初演にも（おそらくチェリストとして）参加している。
ウィーンでは、作曲家としてはささやかながら成功した。ジュリアーニは、ほとんど楽譜出版社アルタリアと提携しており、同社がジュリアーニのギター曲の大部分を出版したのだが、その他の地域のあらゆる出版社と取り引きし、自作をヨーロッパ各地に広めてもらった。また、ギター教師としても名声を得て、ボブロヴィッチやホレツキーら、数々の門人を輩出した。
1819年に、主に経済的な理由から、ウィーンを後にする（財産や預貯金は、債権者への返済のために差し押さえられていた）。イタリアに戻ると、トリエステやヴェネツィアに過ごし、ついにローマに落ち着いた。ローマでは大して成功せず、わずかな作品を出版し、1度きりの演奏会を開いただけだった。この間、1813年生まれの娘エミリアは、1821年から1826年まで腹違いの姉妹マリアとともに、ラドラツィオーネ・デル・ジェズー女子修道院で教育を受けている。
1823年7月は、重病の父親を見舞いに、たびたびナポリを訪ねている。両シチリア王国の都では、ジュリアーニの評価が好転し、地方の出版社によって、その他のギター曲を出版してもらうことができた。1826年には、ポルティチにてフランチェスコ1世とボルボーネ家の宮廷のために御前演奏を披露した。この頃がさしずめジュリアーニのナポリ時代であり、同じく巧みなギター奏者に成長した娘エミリアとしばしば共演するようになった。1828年の末までに体を壊し、1829年5月8日にナポリで生涯を閉じた。ジュリアーニの訃報は、ナポリの音楽界に大きな驚きを与えたという。

## 作品
ジュリアーニは、ギター曲の作曲家として変奏曲形式を非常に好んだ。変奏曲はウィーンで大変人気のあるジャンルでもあった。ジュリアーニは、楽器の特性に逆らわずに、旋律を音楽的な効果のあるパッセージに織り上げていくことのできる能力が際立っていた。このような能力の実例の一つが、《ヘンデルの主題による変奏曲》作品107である。この主題は、ヘンデルの《ハープシコード組曲 第5番 ホ長調》の「アリアと変奏」から、現在「調子の良い鍛冶屋」の俗称で知られるアリア主題にほかならない。
ジュリアーニの作曲家としての業績は数多い。作品番号にして150曲のギター曲は、19世紀のギター曲のレパートリーの中核をなしている。きわめて難度の高い楽曲を、ギター独奏用に書いただけでなく、室内楽（ヴァイオリンやフルートとの二重奏曲）や協奏曲においても作曲した。
ジュリアーニの目立った作品といえば、3つのギター協奏曲（作品30、作品36、作品70）や、ギター独奏用の6つの幻想曲（作品119～作品124。ロッシーニのアリアを原曲とし、「ロッシニアーナ（Rossiniane）」と呼ばれる）、《ギター五重奏曲》作品65、イタリア様式による大序曲、ギター伴奏歌曲集などである。多くの交響楽をギター独奏用ないしはギター二重奏用に編曲しており、たとえばロッシーニの《セビリアの理髪師》序曲のトランスクリプションといった例がある。さらに、教育用の作品も数多く手がけており、中には今なおギター教師によって練習曲として利用されるものもある。
また、ジュリアーニは共作もいくつか手掛けている。上記の演奏会で共演したフンメルとはギターとピアノのための《国家の大ポプリ Grand Potpourri National》（ジュリアーニは作品93、フンメルは作品79として出版）、モシェレスとはピアノとギター、または2台のピアノのための《協奏的大二重奏曲》（モシェレスは作品20として出版）を作曲している。《協奏的大二重奏曲》の第4楽章ではジュリアーニ自身の《練習曲》作品48-12が登場する。
フェルナンド・ソルの全集が録音や楽譜によって企画および成功されることがあっても、ジュリアーニのギター作品全集を録音で達成した人物はまだ誰もいないばかりか、会社によるプロジェクトも成功例はいまだにない。

## 主要作品一覧

### 協奏的作品
- ギターと管弦楽のための協奏曲（Concerto）作品30  1812年頃
- ギターと管弦楽のための大協奏曲（Gran Concerto）作品36  1812年頃
- ギターと管弦楽のための大協奏曲（Gran Concerto）作品70  1822年頃

### 室内楽曲
- ギター、ヴァイオリン、チェロのための《セレナーデ》作品19
- ヴァイオリンとギターのための《協奏的二重奏曲》（Duo Concertante）作品25
- フルートないしはヴァイオリンとギターのための《協奏的大二重奏曲（大ソナタ）》（Gran Duetto Concertante）作品52  1812年頃
- 弦楽四重奏とギターのための《大五重奏曲》（Gran Quintetto）作品65  1812年頃
- フルートとギターのための《大セレナータ》（Gran Serenata）作品82
- フルートないしはヴァイオリンとギターのための《協奏的大二重奏曲（大ソナタ）》（Gran Duetto Concertante）作品85  1817年頃
- 大協奏曲（Gran Concerto）作品36（ピアノ伴奏版）1824年頃
- 大協奏曲（Gran Concerto）作品70（ピアノ伴奏版）1824年頃

### ギター二重奏曲
- 協奏的大変奏曲（Grandi Variazioni Concertanti）作品35  1833年
- 協奏的ポロネーズ（Polonesi concertanti）作品137

### ギター独奏曲
- ソナタ ハ長調（Sonata）作品15  1812年頃
- 3つの華麗なるソナタ（Tre Sonate Brillanti）作品96
- 大ソナタ「英雄」（Gran Sonata Eroica）作品150  1843年頃
- 大序曲（Grande Ouverture）作品61  1809年
- ロンド ハ長調（Rondo en La Mayor）作品14-4
- 「皿と平鍋」の旋律と6つの変奏（Sei variazioni sull'aria "A Schisserl und a Reindl"）作品38  1812年
- 華麗なる変奏曲（Variazioni Brillanti）作品87  1815年頃
- 大変奏曲（Grandi Variazioni）作品88
- 幻想曲《ロッシニアーナ 第1番》Rossiniana 作品119  1820年頃
- 幻想曲《ロッシニアーナ 第2番》作品120  1821年頃
- 幻想曲《ロッシニアーナ 第3番》作品121  1821年頃
- 幻想曲《ロッシニアーナ 第4番》作品122  1824年頃
- 幻想曲《ロッシニアーナ 第5番》作品123  1824年頃
- 幻想曲《ロッシニアーナ 第6番》作品124  1828年頃

### ギター伴奏歌曲
- 声楽のための《6つのカヴァティーナ》（Sei Cavatine）作品39
- ソプラノのための《6つのリート》（Sei Lieder）作品89

### 著作
- Mauro Giuliani: Studio per la chitarra. Type: Italian : Book Book. Publisher: Bonn [etc.] : chez N. Simrock [etc.], [1812] OCLC 68319701
- Mauro Giuliani: 120 daily guitar studies for the right hand. Type: English : Book Book Publisher: New York : Celesta Pub. Co., [©1949] OCLC 42884308

## 参考資料

### 評伝
- Thomas F Heck: Mauro Giuliani : virtuoso guitarist and composer. Publisher: Columbus : Editions Orphée, 1995. (English) ISBN 0-936186-87-9 OCLC 32394767 / Publisher: New Haven, 1970. OCLC: 125002
- Nicola Giuliani: Omaggio a Mauro Giuliani : l'Orfeo della Puglia Type: Italian : Book Book Publisher: [S.l. : s.n.], 1999. OCLC: 45035045
- Marco Riboni: Mauro Giuliani (1782-1829) : profilo biografico-critico ed analisi delle trascrizioni per chitarra Type: Italian : Book Book : Thesis/dissertation/manuscript Publisher: Anno accademico 1990-1991. OCLC: 32930581
- Marco Riboni: Mauro Giuliani (1781-1829) : profilo biografico-critico ed analisi delle trascrizioni per chitarra Type: English : Book Book Publisher: [S.l. : s.n.], 1992. OCLC: 69237592
- Brian Jeffery: Introduction and indexes Type: English : Book Book Publisher: London : Tecla Editions, ©1988. OCLC: 24958769
- Filippo E Araniti: Nuove acquisizioni sull'opera e sulla vita di Mauro Giuliani : gli anni del soggiorno napoletano (1824-1829)  Type: Italian : Book Book Publisher: Barletta-Trani : Regione Puglia-Assessorato Pubblica Istruzione, 1993. OCLC: 42716282
- Thomas Fitz / Simons Heck: The birth of the classic guitar and its cultivation in Vienna, reflected in the career and compositions of Mauro Giuliani (d.1829) ; Thematic catalogue of the complete works of Mauro Giuliani.Type: English : Book Book Publisher: New Haven, Conn. : Yale University, 1970. OCLC: 53726031
- Brian Jeffery: Introductions and indexes by Mauro Giuliani. Type: English : Book Book.Publisher: Penderyn, South Wales : Tecla Editions, ©1988. OCLC: 52613698
- Antonio Lasada: The butterfly, op. 30 by Mauro Giuliani. Type: English : Book Book. Publisher: Sydney : J. Albert & Son, 1976. ISBN 0-909700-90-7 OCLC: 27600649
- Thomas Fitz / Simons Heck: The birth of the classic guitar and its cultivation in Vienna reflected in the career and compositions of Mauro Giuliani (d. 1829) Type: English : Book Book. Publisher: [S.l. : s.n.], 1970. OCLC: 65932060
- Eduardo Caliendo: Metodo per chitarra by Mauro Giuliani. Type: Italian : Book Book. Publisher: Ancona ; Milano : Edizioni musicali Bèrben, [1978], ©1964.OCLC: 23479377
- Mauro Giuliani: 25 etudes [Múscia]. Type: Spanish : Book Book.Publisher: Japon : Zen-On music, [19--]. OCLC: 70134885
- Gaspare Spontini;  Mauro Giuliani;  Brian Jeffery;  Wolfgang Amadeus Mozart;  Vincenzo Bellini: Three operatic overtures arranged for two guitars : Spontini's La Vestale, Mozart's La Clemenza di Tito, and Bellini's Il Pirata : Wo0, 2G-1, 2, 4. Type: English : Book Book. Publisher: London : Tecla Editions, ©1986. ISBN 0-906953-83-9 OCLC: 38002311
- Tomasina Soto Michel: Survey of program music in early romantic guitarists, 1800-1850. Type: English : Book Book : Thesis/dissertation/manuscript Publisher: 1994. OCLC: 30986316
- Joseph Zuth: 24 [i.e. Vierundzwanzig] Studien für Gitarre, op. 100 by Mauro Giuliani; Type: German : Book Book Publisher: Mainz : B. Schott's Söhne ; New York : Schott Music Corp., 1929. OCLC: 41699112
- Joseph J Gonzales;  Johann Sebastian Bach: Recital document. Type: English : Book Book : Thesis/dissertation/manuscript. Publisher: 1995. OCLC: 33850916
- Hans Ritter: 24 [i.e. Vierundzwanzig] Etüden für Gitarre, op. 48 by Mauro Giuliani; Type: German : Book Book Publisher: Mainz : B. Schott's Söhne ; New York : Schott Music Corp., [19--] OCLC: 41699167
- Ludwig van Beethoven: Beethoven-Festnummer der Oesterreichischen Gitarre-Zeitschrift Type: German : Book Book Publisher: Wien : Kunstdruckerie Frisch & Co., 1927. OCLC: 40961302
- Antonio Francesco Gori;  Liuba Giuliani: Type: Italian : Book Book Publisher: Roma : Consiglio nazionale delle ricerche, ©1987. OCLC: 20634181

### 作品論
- Yvonne Regina Chavez: The flute and guitar duos of Mauro Giuliani Book: Thesis/dissertation/manuscript Publisher: 1991. (English) OCLC: 24571012
- Roger West Hudson: The orchestration of the guitar concerto : a comparison of the Concerto in A major, op. 30, by Mauro Giuliani and the Concierto del sol by Manuel Ponce. Type: English : Book Book : Thesis/dissertation/manuscript. Publisher: 1992.OCLC: 31118635
- Heike Vajen Rossiniana no. 6 op. 124 by Mauro Giuliani.Type: German : Book Book. Publisher: Celle : Moeck, (1986). OCLC: 46051295
- Volker Höh: Sonata op. 15 : Fingersatz by Mauro Giuliani. Type: Book Book Publisher: Celle : Moeck, 1989. OCLC: 46095695
- Horacio Ceballos: Sonata Op. 15 [Música] by Mauro Giuliani. Type: Spanish : Book Book. Publisher: Buenos Aires, Argentina : RICORDI, 1977. OCLC: 70134745
- Kurt L Schuster: Performing Joseph Haydn's Divertimento a quattro, opus 2, no. 2 and Mauro Giuliani's Grand sonata eroica, opus 150. Type: English : Book Book : Thesis/dissertation/manuscript. Publisher: 1989.: 20402277